# Momentos robados
Momentos robados è  un film argentino del 1997 scritto, diretto e prodotto da Oscar Barney Finn.

## Trama
Patagonia, 1947. Letty è la moglie di Tomás, il medico del paese. Per evadere dalla routine coniugale e dalla noia provinciale che la circonda, Letty ritaglia dai giornali le foto dei divi di Hollywood, sognando una vita come quella dei film. L'arrivo del misterioso tedesco Gunther, che i concittadini credono una spia nazista, sconvolgerà la sua quotidianità, lasciando spazio alle fantasticherie di una casalinga romantica.

## Produzione
Le riprese si svolsero durante l'inverno del 1996 nelle località di Puerto Deseado, nella provincia di Santa Cruz e di Comodoro Rivadavia, nella provincia del Chubut.
Sesto lungometraggio del regista Oscar Barney Finn, rappresentò la seconda occasione di lavoro in Argentina dell'attrice spagnola Assumpta Serna, che dichiarò di essersi preparata per il ruolo acquistando poster e abiti di vecchie dive del cinema anni quaranta.
Fu presentato in anteprima nel 1997 in occasione del Montreal World Film Festival e nel 1998 prese parte al Festival internazionale del cinema di Mar del Plata. Fu in gara anche al Festival Biarritz Amérique Latine, senza tuttavia ottenere alcun riconoscimento.

## Accoglienza
La recensione pubblicata su Variety recitava: "Il ruolo leggermente intrigante cattura quasi un tempo e un luogo particolari nella storia argentina. Ma la storia sottile non sarà sufficiente a trattenere la maggior parte del pubblico fino in fondo. La sezione finale, quando il mondo dei sogni di Letty crolla, manca della forza drammatica necessaria per avere un impatto reale".
Nel volume Un diccionario de films argentinos II 1996-2002, Manrupe e Portela lo descrissero come: "Dramma d'amore sul palcoscenico della Patagonia con la seconda incursione dell'attrice spagnola nel cinema argentino [...], ma questa volta con troppi tic".
Adolfo C. Martínez, critico de La Nación, pur apprezzando l'interpretazione degli attori protagonisti affermò: "Con quello stile personalissimo che punta sempre all'impeccabile in termini di ambientazione e fotografia (di Félix Monti), Oscar Barney Finn ha realizzato una storia a tratti accattivante che, però, a volte cade in una certa aria monotona che ferma la trama".
Su Página/12, Horacio Bernades definì la pellicola "uno di quei film argentini in cui i personaggi non sono personaggi, ma rappresentazioni altisonanti di idee" e criticò "l'impossibilità, da parte del regista, di dare corpo e credibilità alla finzione".
La recensione su El Menú fu particolarmente negativa: "Barney Finn ruba momenti poco interessanti, noiosi, quelli di un bel vestito, di un potente disegno musicale, vuole contare sulle immagini ma cade sotto la tentazione della voce fuori campo o della macchietta nelle discussioni dei commensali sulla politica, quando non ostenta un'attrice che fa roteare il suo corpo fragile e poco convinto".

## Riconoscimenti
- 1998 - Condor d'argento
  - Candidatura alla migliore attrice a Assumpta Serna
  - Candidatura alla migliore fotografia a Félix Monti
  - Candidatura alla migliore direzione artistica a María Julia Bertotto